# Matilda Ragnerstam
Anna Matilda Linnéa Boberg Ragnerstam (født 26. april 1987) er en svensk skuespillerinde. Hun er uddannet fra Teaterhögskolan i Göteborg og er medlem af det faste ensemble på Stockholms stadsteater.
Ragnerstam filmdebuterede som 16-årig i 2003, da hun spillede rollen som Anna Andersson i tv-julekalenderen Håkan Bråkan.

## Privatliv
Matilda Ragnerstam er datter af skuespillerne Carina Boberg (1952-2020) og Göran Ragnerstam (1957-).

## Udvalgt filmografi
- Håkan Bråkan (julekalender, 2003)
- Sandor slash Ida (2005)
- Maria Wern (tv-serie, 2011)
- Konsult (kortfilm, 2015)
- Jordskott (tv-serie, 2015)
- Tsunami (tv-serie, 2020)
- Agatha Christies Hjerson (tv-serie, 2021)